# River Liza
River Liza är ett vattendrag i Storbritannien.   Det ligger i riksdelen England, i den centrala delen av landet, 400 km nordväst om huvudstaden London. River Liza ligger vid sjön Ennerdale Water.